# Нижний Урледим
Нижний Урледим — село в составе  Палаевско-Урледимского сельского поселения Рузаевского района Республики Мордовия.

## География
Находится на расстоянии примерно 18 км на юго-запад по прямой от районного центра города Рузаевка.

## История
Упоминается с 1706 года. В 1869 году учтена  как казенное село Инсарского уезда из 64 дворов.

## Население
Постоянное население составляло 16 человека (татары 100%) в 2002 году, 10 в 2010 году.